# Parafia św. Jana Chrzciciela w Zwierzynie
Parafia św. Jana Chrzciciela w Zwierzynie – rzymskokatolicka parafia we wsi Zwierzyn, należąca do dekanatu Strzelce Krajeńskie diecezji zielonogórsko-gorzowskiej, metropolii szczecińsko-kamieńskiej w Polsce, erygowana 24 czerwca 1975. Mieści się przy ulicy Kościelnej.